# Btu
Btu (av British thermal unit) är en enhet för energi som står utanför SI. Btu definieras som den värmeenergi som krävs för att höja temperaturen på 1 pund (0,454 kg) vatten 1 grad Fahrenheit från 39 till 40° F (3,8 till 4,4° C). Vid effekt används Btu/h (Btu per timme). Ett vanligt prefix är MBTU som står för tusen (1000) BTU och inte ska förväxlas med Internationella måttenhetssystemets mega (M) prefix. För att undvika förvirring används ofta MMBTU som i likhet med megaBTU betecknar en miljon BTU.

## Omvandlingstabell
1 Btu ≈ 1 055,1 joule
1 Btu/h ≈ 0,293 watt